# المنطقة 51 (لعبة فيديو 1995)
المنطقة 51 (بالإنجليزية: AREA 51)‏ ، هي لعبة فيديو من نوع تصويب منظور الشخص الأول، أنتجت عام 1995م.

## قصة اللعبة
تدور القصة حول تجمع الوحوش من الأموات في المنطقة 51 ، ويقوم أحد أبطال اللعبة من القوات الأمنية الأمريكية لقتل هؤلاء الوحوش البشعة.

## وصلات خارجية
- Area 51 at Arcade-History
- Area 51 at غيم رانكينغز
- المنطقة 51 على موبي غيمز